# Charlie Adam
Charles Graham Adam, född 10 december 1985 i Dundee, är en skotsk före detta fotbollsspelare som under sin karriär spelade för Skottlands landslag.

## Karriär
Adam är en spelfördelare på det centrala mittfältet, med sina frisparkar och hörnor som specialitet. Han satte en hörna direkt i mål i en Premier League-match 2011, en mycket ovanlig bedrift. Han gjorde även ett av samma säsongs mest spektakulära frisparksmål med en projektil mot Blackburn. Charlie Adam lämnade in en transferansökan till Blackpools klubbledning under januarifönstret 2011 efter att Liverpool FC lagt ett bud på honom som klubben nekat. Klubben refuserade även Adams transferansökan.

### Liverpool
Den 6 juli 2011 meddelades det att Blackpool hade accepterat en uppgörelse med Liverpool angående Adam. Den 7 juli 2011 blev övergången officiellt bekräftad efter att Adam klarat den obligatoriska läkarundersökningen. Övergångssumman skrevs till £7,5 miljoner.  Den 28 augusti 2011 gjorde Adam sitt första mål i Liverpooltröjan mot Bolton där de vann med 3-1.

### Dundee
Den 15 september 2020 värvades Adam av Dundee, där han skrev på ett tvåårskontrakt. Den 21 september 2022 meddelade Adam att han avslutade sin fotbollskarriär.